# 卡斯蒂利亚君主列表
卡斯提爾伯國（County of Castile）的起源最早是阿斯圖里亞斯王國設立來強化東邊邊防的边区（March）。最早的伯爵不是世襲的，任務是作為阿斯圖里亞斯國王的代理人。最早在867年時，隨著阿拉瓦（County of Alava）伯國的創立，卡斯提爾被再分割成數個更小的伯國，直到931年才再度合併。10世紀晚期，在名義上隸屬於萊昂王國的這段期間，卡斯提爾的伯爵們開始增長自身的自主權，並且逐漸在伊比利半島的政局中扮演重要的角色，但是1017年未成年的伯爵繼承及1029年該伯爵被暗殺，造成伯國落入潘普洛納王國與雷昂的控制之中，直到1037年潘普洛納王子斐迪南伯爵殺害雷昂的贝尔穆多三世並且主張他的王權，才將卡斯提爾抬升到王國的地位。1469年，卡斯蒂利亚的女继承人伊莎贝拉一世与阿拉贡王国的继承者斐迪南二世结婚，兩人即位後，两国从此合併。这两个国家形成了今天西班牙的主体。

## 卡斯提爾伯爵

### 選派的伯爵
- 羅德里哥（860年–873年），短暫擔任阿拉瓦伯爵。
- 迪亞哥·羅德里格斯·波塞羅斯（873年–885年）。

#### 卡斯提爾
（領土縮小）
- 姆尼歐·努涅斯（約899年–約901年），雷昂的加西亞一世的內兄。
- 岡薩羅·特耶斯（約901年–約904年），兼任塞雷佐（Cerezo）與蘭塔倫（Lantarón）伯爵。
- 姆尼歐·努涅斯（第二次，約904年–約909年）。
- 岡薩羅·費爾南德斯（約909年–915年），姆尼歐·努涅斯的表兄。

#### 布哥斯
- 岡薩羅·費爾南德斯（約899年–915年）。

他因為將布哥斯與卡斯提爾合併而獲得卡斯提爾，兩個頭銜從此常被相互使用。

#### 卡斯提爾與布哥斯
- 費爾南多·安蘇雷斯（915年–920年），娶雷昂的加西亞一世的遺孀與姆尼歐·努涅斯的姐妹莫妮亞多娜為妻。
- 努尼歐·費爾南德斯（920年–926年），岡薩羅·費爾南德斯的兄弟。
- 費爾南多·安蘇雷斯（第二次，926年–約929年）。
- 古提爾·努涅斯（約929年–931年），可能是努尼歐·費爾南德斯的兒子。

#### 塞雷佐與蘭塔倫
- 岡薩羅·特耶斯（約897年–913年），同時短暫兼任卡斯提爾伯爵。
- 費爾南多·迪亞茲（913年–約921年），迪亞哥·波塞羅斯的兒子。
- 阿瓦羅·埃爾拉梅利斯（約921年–931年），同時兼任阿拉瓦伯爵，娶雷昂的奥多尼奥二世的遺孀與潘普洛納的桑喬一世 的女兒桑琪亞為妻。

#### 阿拉瓦
- 羅德里哥（約867年–870年），同時兼任卡斯提爾伯爵。
- 維拉·希梅尼斯（870年–約887年），（某些人認為他是潘普洛納的加西亞·希梅尼斯的兄弟）。
- 姆尼歐·維拉斯（約年887–約921年），維拉·希梅尼斯的兒子。
- 阿瓦羅·埃爾拉梅利斯（約921年–931年），同時兼任塞雷佐與蘭塔倫伯爵。

### 馬馬杜那家族（Beni Mamaduna）
隨著費爾南·岡薩雷斯（Fernán González）於931年被指派同時接任古提爾·努涅斯與阿瓦羅·埃爾拉梅利斯，他重新合併了分裂的卡斯提爾、布哥斯、阿拉瓦、塞雷佐與蘭塔倫等伯國，成為之後單一半自主世襲的卡斯提爾伯國。安達盧斯的史料將此家族稱為馬馬杜那家族，意思是費爾南的母親莫妮亞多娜（Muniadona）的後裔。
- 费尔南·冈萨雷斯（931年–970年），岡薩羅·費爾南德斯的兒子，娶阿瓦羅·埃爾拉梅利斯的遺孀桑琪亞·桑切斯為妻。
  - 安蘇爾·費爾南德斯（944年–947年），費爾南多·安蘇雷斯的兒子，在費爾南·岡薩雷斯的叛亂中反抗他， 雷昂的桑乔一世的岳父。
- 加西亚·费尔南德斯（970年–995年），费尔南·冈萨雷斯的兒子。
- 桑乔·加西亚（995年–1017年），加西亚·费尔南德斯的兒子。
- 加西亚·桑切斯（1017年–1029年），桑乔·加西亚的兒子。

### 希梅尼斯王朝
隨著加西亞的去世，封建領主納瓦拉（Navarre）的桑乔三世指派他自己與玛攸儿（加西亚·桑切斯的姐妹）的兒子為伯爵。
- 斐迪南一世大帝（1029年–1037年），1037年獲得萊昂王國後，他採用了王室的頭銜。

## 卡斯提爾國王

### 希梅尼斯王朝
| 君主       | 圖像 | 暱稱                | 統治起年       | 統治訖年       | 註記         |
| ---------- | ---- | ------------------- | -------------- | -------------- | ------------ |
| 斐迪南一世 |      | 大帝                | 1037年         | 1065年12月27日 | 兼任雷昂國王 |
| 桑乔二世   |      | 強者 （The Strong） | 1065年12月27日 | 1072年10月6日  |              |
| 阿方索六世 |      | 勇者 （The Brave）  | 1072年10月6日  | 1109年6月30日  | 兼任雷昂國王 |
| 乌拉卡一世 |      |                     | 1109年6月30日  | 1126年3月8日   | 兼任雷昂女王 |

### 伊夫雷亞王朝

卡斯蒂利亚王国的盾徽

下列的世襲父系統治者源自烏拉卡的丈夫勃艮第伯國的雷蒙德。  
| 君主       | 圖像 | 暱稱                     | 統治起年      | 統治訖年      | 註記                                                   |
| ---------- | ---- | ------------------------ | ------------- | ------------- | ------------------------------------------------------ |
| 阿方索七世 |      | 皇帝 （The Emperor）     | 1126年3月10日 | 1157年8月21日 | 兼任雷昂國王                                           |
| 桑乔三世   |      | 被渴望者 （The Desired） | 1157年8月21日 | 1158年8月31日 |                                                        |
| 阿方索八世 |      | 高貴者 （The Noble）     | 1158年8月31日 | 1214年10月6日 |                                                        |
| 恩里克一世 |      |                          | 1214年10月6日 | 1217年6月6日  |                                                        |
| 贝伦加利亚 |      | 大帝 （The Great）       | 1217年6月6日  | 1217年8月30日 | 讓位給她的兒子斐迪南三世；去世於1246年                 |
| 斐迪南三世 |      | 聖人 （The Saint）       | 1217年8月30日 | 1252年5月30日 | 1230年起兼任雷昂國王，此後所有的國王皆同時兼任雷昂國王 |

## 卡斯蒂利亞王權

### 伊夫雷亞王朝
| 君主         | 圖像        | 暱稱                      | 統治起年      | 統治訖年      | 註記                                                 |
| ------------ | ----------- | ------------------------- | ------------- | ------------- | ---------------------------------------------------- |
| 斐迪南三世   |             | 聖人 （The Saint）        | 1230年8月30日 | 1252年5月30日 |                                                      |
| 阿方索十世   | The Learned | 智者 （The Wise）         | 1252年5月30日 | 1284年4月4日  | 1257年當選羅馬人民的國王，他主張此頭銜直到1275年放棄 |
| 桑喬四世     |             | 勇者 （The Brave）        | 1284年4月4日  | 1295年4月25日 |                                                      |
| 斐迪南四世   |             | 被召喚者 （The Summoned） | 1295年4月25日 | 1312年9月7日  |                                                      |
| 阿方索十一世 |             | 正義者 （The Avenger）    | 1312年9月7日  | 1350年3月26日 |                                                      |
| 佩德罗一世   |             | 司法者 (the Just )        | 1350年3月26日 | 1369年3月23日 |                                                      |

### 主張擁有卡斯提爾與雷昂王位之人

卡斯提爾聯合王國（Crown of Castile，卡斯提爾與雷昂）的盾徽

岡特的約翰憑藉著他的妻子是卡斯提爾的佩德罗一世的女兒康斯坦絲而聲稱擁有卡斯提爾與雷昂國王的頭銜。他進行了數次的軍事行動，甚至向倫敦商人借取鉅款來穩固他的王位，但都沒有成功。
1475年，葡萄牙國王阿方索五世与国王恩里克四世的女儿喬安娜结婚。他因而于恩里克四世去世后觊觎卡斯提爾王位，但在托罗一役彻底败给伊莎贝拉一世（1476年）。阿方索五世被迫签署阿尔卡索瓦什和约，放弃对卡斯提爾王位的一切要求。

### 特拉斯塔馬拉王朝
恩里克二世是阿方索十一世的私生子。他被任命為特拉斯塔馬拉公爵。
| 君主         | 圖像 | 暱稱                        | 統治起年       | 統治訖年       | 註記 |
| ------------ | ---- | --------------------------- | -------------- | -------------- | --- |
| 恩里克二世   |      | 私生子 （The Bastard）      | 1369年3月23日  | 1379年5月29日  | 1366年起也同時聲稱擁有王位 |
| 胡安一世     |      |                             | 1379年5月29日  | 1390年10月9日  | |
| 恩里克三世   |      | 病弱王 （The Infirm）       | 1390年10月9日  | 1406年12月25日 | |
| 胡安二世     |      |                             | 1406年12月25日 | 1454年7月21日  | |
| 恩里克四世   |      | 無能者 （The Impotent）     | 1454年7月21日  | 1474年12月11日 | |
| 伊莎贝拉一世 |      | 天主教徒的 （The Catholic） | 1474年12月11日 | 1504年11月26日 | |
| 斐迪南五世   |      | 天主教徒的 （The Catholic） | 1479年1月20日  | 1516年1月23日  | 他的妻子伊莎贝拉一世共治（依據妻權） |
| 胡安娜       |      | 瘋女 （The mad）            | 1504年11月26日 | 1555年4月12日  | 掌權期間，與他的丈夫腓力一世共治（1504年–1506年） 由斐迪南五世共治（1506年–1516年），1509年被其囚禁 名义上与兒子卡洛斯一世共治，仍被囚禁（1516年–1555年） |

### 哈布斯堡王朝
| 君主                  | 圖像 | 暱稱                    | 統治起年       | 統治訖年      | 註記                                                                     |
| --------------------- | ---- | ----------------------- | -------------- | ------------- | ------------------------------------------------------------------------ |
| 腓力一世              |      | 美男子 （The handsome） | 1504年11月26日 | 1506年9月25日 | 根據妻權 代替他妻子胡安娜一世統治的國王                                  |
| 卡洛斯一世            |      |                         | 1516年3月13日  | 1556年1月16日 | 與他被監禁的母親胡安娜一世共治直到1555年 1556年退位，去世於1558年9月21日 |
| 費利佩一世 Felipe I   |      | 謹慎者                  | 1527年5月21日  | 1598年9月13日 | 卡洛斯一世之子                                                           |
| 費利佩二世 Felipe II  |      | 虔誠者                  | 1598年9月13日  | 1621年3月31日 | 費利佩一世之子                                                           |
| 費利佩三世 Felipe III |      | 偉大者、大帝'           | 1621年3月31日  | 1665年9月17日 | 費利佩二世之子                                                           |
| 卡洛斯二世 Carlos II  |      | 著魔者                  | 1665年9月17日  | 1700年11月1日 | 費利佩二世之子                                                           |

關於之後的卡斯提爾君主，見西班牙君主列表。第一個真正自稱自己為西班牙國王的是卡洛斯的兒子腓力二世，他是卡斯提爾與亞拉岡國王，以及其他領土。然而，卡斯提爾王國在西班牙王權下仍然擁有自己的實權及法律，直到西班牙王位繼承戰爭之後，波旁王朝的來臨，取消了卡斯提爾的王權及頭銜。